# Rudolf Adolph
Rudolf Adolph (* 10. April 1900 in Znaim; † 10. Oktober 1984 in Landshut) war ein deutscher Schriftsteller.

## Leben
In Olmütz arbeitete Rudolf Adolph als Sekretär der liberalen Gesellschaft für zeitgenössische Kultur, welche für die Popularisierung moderner Kunst eintrat. Nach seiner Vertreibung 1945 ließ Adolph sich in München nieder, wo er als Schriftleiter und Generalsekretär der Gesellschaft der Bibliophilen tätig wurde sowie als Essayist und Herausgeber zu publizieren begann.

## Schriften
Essays
- Hermann Hesse – Schutzpatron der Bücherfreunde, 1952
- Martin Bodmer und die Weltrevolution, Olten, Freiburg 1954
- Richard Doetsch-Benziger. Porträt eines Sammlers, 1956
- Hermann Hesse, Freund der Bücher, Herbert Post Presse, München 1956
- Montagnola – Impressionen und Begegnungen, St. Gallen 1957

Monografien
- Rudolf Alexander Schröder, Pattloch, Aschaffenburg 1958
- Hans Fürstenberg, Pattloch, Aschaffenburg 1960
- Emil Praetorius, Pattloch, Aschaffenburg 1960
- Hugo Borst, Pattloch, Aschaffenburg 1963
- Dr. med. A. Roth und seine Bücher, Stammheim, Calw 1969

sonstige
- Liebhabereien mit Büchern, Glock & Lutz, Nürnberg 1956.
- Schatzgräbereien. Bücher, Briefe, Begegnungen (mit Textzeichnungen von Alfred Heller), Glock & Lutz, Nürnberg 1959.
- Rheinische Sammler, Pattloch, Aschaffenburg 1961
- Sammler in Bayern. I/II, 1964/68
- Umgang mit Dichtern. Notizen und Erlebnisse eines Bücherfreundes, Olten, Freiburg 1967
- Bücher, Sammler, Antiquare, Darmstadt 1971

als Herausgeber
- Heitere Bücherwelt, Kemper, Heidelberg 1960–65 (4. Aufl.)
- Die Rampe. Zeitschrift für Drama und Bühne, Olmütz 1923–24
- Kleines Kaleidoskop für alle, die mit Büchern und Buchstaben umgehen, Linotype, Berlin 1962
- In Memoriam Rudolf Alexander Schröder, 1966 (in Zusammenarbeit mit Nordmährerland)